# تسمیتس
تسمیتس (به آلمانی: Zemitz) یک شهر در آلمان است که در فرپومرن-گرایفسوالد واقع شده‌است. تسمیتس ۷۱۶ نفر جمعیت دارد.